# Lista siturilor arheologice din județul Brăila - R
Lista siturilor arheologice din județul Brăila - R conține toate siturile arheologice din județul Brăila înscrise în Repertoriul Arheologic Național (RAN) și aflate în localități al căror nume începe cu litera R. RAN este administrat de Ministerul Culturii și Patrimoniului Național și cuprinde date științifice, cartografice, topografice, imagini și planuri, precum și orice alte informații privitoare la zonele cu potențial arheologic, studiate sau nu, încă existente sau dispărute.
Puteți căuta un sit din localitățile care încep cu litera R folosind formularul de mai jos sau puteți naviga prin toate siturile din județ la Lista siturilor arheologice din județul Brăila.
| Cod RAN                 | Denumire | Localitate                      | Adresă          | Datare                            | Descoperit | Coordonate                                    | Imagine           | Erori            |
| ----------------------- | --- | ------------------------------- | --------------- | --------------------------------- | ---------- | --------------------------------------------- | ----------------- | ---------------- |
| 43796.01.01             | Tumulul de la Romanu - "Movila Voineasa" / ansamblu anonim (Categorie: descoperire funerară) (Tip: Tumul)   | sat Romanu, comuna Romanu       | Movila Voineasa |                                   |            |                                               | Încărcați imagine | Raportați eroare |
| 43741.03.01             | Tumulul de la Râmnicelu - "Movila Săpată" / ansamblu anonim (Categorie: descoperire funerară) (Tip: Tumul)  | sat Râmnicelu, comuna Râmnicelu | Movila Săpată   |                                   |            |                                               | Încărcați imagine | Raportați eroare |
| 43741.02.01             | Situl arheologic de la Râmnicelu - "Popina" / ansamblu anonim (Categorie: locuire civilă) (Tip: Așezare)    | sat Râmnicelu, comuna Râmnicelu | Popina          | Gumelnița                         | 1958       | 45°17′18″N 27°31′17″E / 45.28833°N 27.52139°E | Încărcați imagine | Raportați eroare |
| 43741.02.02             | Situl arheologic de la Râmnicelu - "Popina" / ansamblu anonim (Categorie: locuire civilă) (Tip: Așezare)    | sat Râmnicelu, comuna Râmnicelu | Popina          | Cernavodă I - C                   | 1958       | 45°17′18″N 27°31′17″E / 45.28833°N 27.52139°E | Încărcați imagine | Raportați eroare |
| 43741.02.03             | Situl arheologic de la Râmnicelu - "Popina" / ansamblu anonim (Categorie: locuire civilă) (Tip: Așezare)    | sat Râmnicelu, comuna Râmnicelu | Popina          | Babadag                           | 1958       | 45°17′18″N 27°31′17″E / 45.28833°N 27.52139°E | Încărcați imagine | Raportați eroare |
| 43741.02.04 43741.02.04 | Situl arheologic de la Râmnicelu - "Popina" / ansamblu anonim (Categorie: locuire civilă) (Tip: necropola)  | sat Râmnicelu, comuna Râmnicelu | Popina          | pecenegă                          | 1958       | 45°17′18″N 27°31′17″E / 45.28833°N 27.52139°E | Încărcați imagine | Raportați eroare |
| 43741.01.01             | Așezarea Latene de la Râmnicelu - "La Cimitir" / ansamblu anonim (Categorie: locuire civilă) (Tip: Așezare) | sat Râmnicelu, comuna Râmnicelu | La Cimitir      | geto-dacică sec. IV - III a. Chr. |            |                                               | Încărcați imagine | Raportați eroare |
| 43821.01                | Cruci de piatră la Roșiori (Categorie: descoperire funerară) (Tip: cruce)                                   | sat Roșiori, comuna Roșiori     |                 | sec. XVIII                        |            |                                               | Încărcați imagine | Raportați eroare |